# Mont Olivine
Pour les articles homonymes, voir Olivine (homonymie).
Le mont Olivine est un mont du parc national de la Gaspésie, dans le territoire non organisé de Mont-Albert, dans la municipalité régionale de comté (MRC) de La Haute-Gaspésie, dans la région de la Gaspésie–Îles-de-la-Madeleine, au Québec, au Canada.
Le mont Olivine fait partie des monts Chic-Chocs. Il est entouré par le mont Ernest-Laforce (à l'est), le mont Macoun (au sud-est), le mont Champs-de-Mars (au sud), le mont Hog's Back (au sud), le sommet Albert Sud (à l'ouest) et le sommet Albert Nord (au nord-ouest).

## Toponymie
L'origine du toponyme « mont Olivine » se réfère à la découverte d'olivine près du mont Albert par un prospecteur. Il a été officialisé le 7 février 1989 à la Banque de noms de lieux de la Commission de toponymie du Québec.

## Géographie

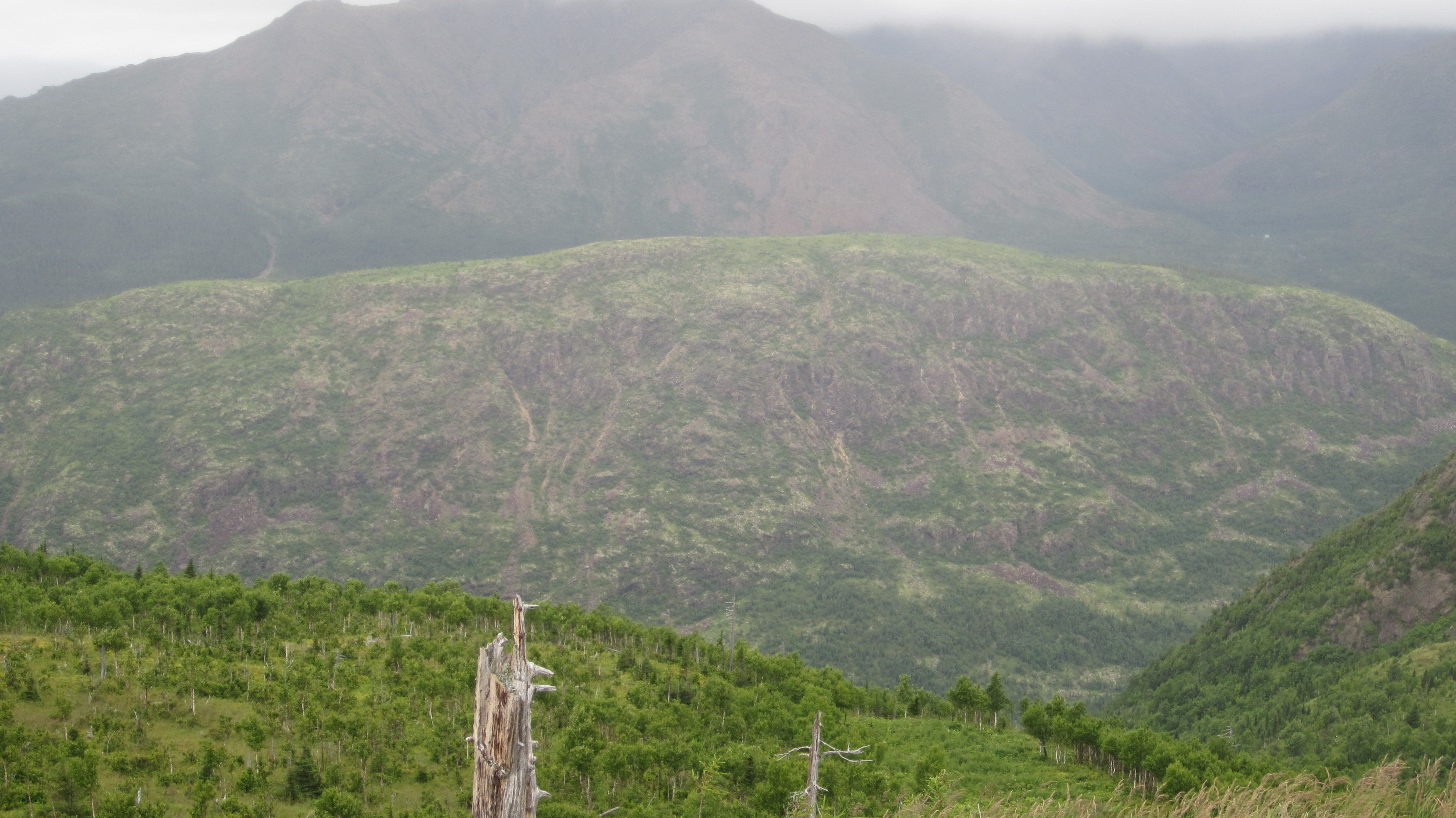
Mont Olivine vu du mont Ernest-Laforce.